# Apriona pascoei
Apriona pascoei är en skalbaggsart som beskrevs av Gilmour 1958. Apriona pascoei ingår i släktet Apriona och familjen långhorningar. Inga underarter finns listade i Catalogue of Life.